# Louise de La Béraudière du Rouhet
Louise de La Béraudière du Rouhet (1530  – po roce 1586) byla francouzská šlechtična a dvorní dáma. Působila jako Fille d'honneur (komorná) francouzské královny Kateřiny Medicejské a posléze jako Dame d'atours (dvorní dáma) královny Louisy Lotrinské. V mládí měla milenecký poměr s titulárním králem Antonínem Navarrským.

## Život
Jejími rodiči byli René de La Béraudière, pán de Beaumont a de Rouhet, a Madeleine du Fou de L'Isle-Jourdain du Vigeant. Louise byla známa svou velkou krásou a ve své době měla přezdívku La belle Rouet. Podařilo se jí svést titulárního krále Antonína Navarrského, přičemž možná také plnila úkol daný královnou Kateřinou Medicejskou, aby svého milence přiměla ke konverzi z protestantské víry ke katolicismu. Antonín Navarrský se poměrem s Louise de La Béraudière postupně odcizil své manželce, Janě III. Navarrské, královně Navarry od roku 1555 (známé jako Jeanne d'Albret). Ze vztahu mezi Antonínem a Louisou vzešel syn Karel III. de Bourbon (1554-1610), maršál de Saint-André a pozdější arcibiskup z Rouenu, nevlastní bratr krále Jindřicha IV.
Podle novějších francouzských zdrojů nebyla Louise totožná se svou jmenovkyní a sestřenicí, která se v roce 1562 provdala za podstatně staršího Louise de Madaillan d´Estissac (1502-1565), guvernéra přístavního města La Rochelle a žila s ním na zámku Château de Coulonges-les Roayaux. Tato Louise de La Béraudière byla dcerou Philippa de La Béraudière a Françoise de Vivonne.
V roce 1575 byla Louise de La Béraudière du Rouhet jmenována dvorní dámou (Dame d'atours) královny Louisy Lotrinské, manželky Jindřicha III. Jejím úkolem nebylo jen spravovat královnin šatník a dohlížet na deset komorných, ale také radila královně ohledně módy, což byl vzhledem k zájmu krále o tuto oblast obtížný úkol. Král i královna byli s jejím působením v této roli spokojeni. V té době byla již manželkou Roberta de Combault, kapitána gardy královny Kateřiny Medicejské. Z tohoto manželství měla dvě dcery, Claude a Louise. V roce 1586 zahynul Combaultův syn při souboji, a Louise de La Béraudière zmizela z obzoru kronikářů.